# Coup d'État de 1986 au Lesotho
Le coup d'État de 1986 au Lesotho est un coup d'État survenu le 15 janvier 1986 au Lesotho, dirigé par le général Justin Lekhanya.
Il conduit à la destitution du Premier ministre Joseph Leabua Jonathan, qui occupait le poste depuis 1965 et a assumé les pouvoirs dictatoriaux après le coup d'État de 1970.

## Conséquences
Le général Justin Lekhanya annonce la création du Conseil militaire, qui exerce tous les pouvoirs exécutif et législatif au nom du roi Moshoeshoe II. Finalement, une lutte de pouvoir se développe entre Justin Lekhanya et le roi, ce dernier étant contraint à l'exil au Royaume-Uni en février 1990.
Justin Lekhanya lui-même est destitué lors du coup d'État de 1991, dirigé par le colonel Elias Phisoana Ramaema (en).